# Lijst van nummers van Buffalo Springfield
Dit is een lijst van nummers van Buffalo Springfield. 
In de kolom 'album' zijn in principe de drie reguliere albums opgenomen. In de kolom 'jaar' staat het jaartal waarin het genoemde album uitkwam. Nummers die niet op die drie albums voorkwamen, stonden op een van de volgende verzamelalbums: Retrospective: The best of Buffalo Springfield (1969), Buffalo Springfield (verzamelalbum, 1973) en Box set (2001).

## Lijst
De kolommen zijn gesorteerd naar lied en kunnen anders gesorteerd worden door bovenaan de kolom te klikken.
| lied                                   | geschreven door                                                        | album                     | jaar |
| -------------------------------------- | ---------------------------------------------------------------------- | ------------------------- | ---- |
| For what it's worth                    | Stephen Stills                                                         | Buffalo Springfield       | 1967 |
| Go and say goodbye                     | Stephen Stills                                                         | Buffalo Springfield       | 1967 |
| Sit down, I think I love you           | Stephen Stills                                                         | Buffalo Springfield       | 1967 |
| Nowadays Clancy can't even sing        | Neil Young                                                             | Buffalo Springfield       | 1967 |
| Hot dusty roads                        | Stephen Stills                                                         | Buffalo Springfield       | 1967 |
| Everybody's wrong                      | Stephen Stills                                                         | Buffalo Springfield       | 1967 |
| Flying on the ground is wrong          | Neil Young                                                             | Buffalo Springfield       | 1967 |
| Burned                                 | Neil Young                                                             | Buffalo Springfield       | 1967 |
| Do I have to come right out and say it | Neil Young                                                             | Buffalo Springfield       | 1967 |
| Leave                                  | Stephen Stills                                                         | Buffalo Springfield       | 1967 |
| Out of my mind                         | Neil Young                                                             | Buffalo Springfield       | 1967 |
| Pay the price                          | Stephen Stills                                                         | Buffalo Springfield       | 1967 |
| Mr. Soul                               | Neil Young                                                             | Buffalo Springfield again | 1967 |
| A child's claim to fame                | Richie Furay                                                           | Buffalo Springfield again | 1967 |
| Everydays                              | Steve Stills                                                           | Buffalo Springfield again | 1967 |
| Expecting to fly                       | Neil Young                                                             | Buffalo Springfield again | 1967 |
| Bluebird                               | Steve Stills                                                           | Buffalo Springfield again | 1967 |
| Hung upside down                       | Steve Stills                                                           | Buffalo Springfield again | 1967 |
| Sad memory                             | Richie Furay                                                           | Buffalo Springfield again | 1967 |
| Good time boy                          | Richie Furay                                                           | Buffalo Springfield again | 1967 |
| Rock 'n' roll woman                    | Steve Stills                                                           | Buffalo Springfield again | 1967 |
| Broken arrow                           | Neil Young                                                             | Buffalo Springfield again | 1967 |
| On the way home                        | Neil Young                                                             | Last time around          | 1968 |
| It's so hard to wait                   | Neil Young                                                             | Last time around          | 1968 |
| Pretty girl why                        | Stephen Stills                                                         | Last time around          | 1968 |
| Four days gone                         | Stephen Stills                                                         | Last time around          | 1968 |
| Carefree country day                   | Jim Messina                                                            | Last time around          | 1968 |
| Special care                           | Stephen Stills                                                         | Last time around          | 1968 |
| The hour of not quite rain             | Micki Callen en Richie Furay                                           | Last time around          | 1968 |
| Questions                              | Stephen Stills                                                         | Last time around          | 1968 |
| I am a child                           | Neil Young                                                             | Last time around          | 1968 |
| Merry-go-round                         | Richie Furay                                                           | Last time around          | 1968 |
| Uno mundo                              | Stephen Stills                                                         | Last time around          | 1968 |
| Kind woman                             | Richie Furay                                                           | Last time around          | 1968 |
| Baby don't scold me                    | Stephen Stills                                                         |                           |      |
| Buffalo stomp (raga)                   | Bruce Kunkel, Dewey Martin, Neil Young, Richie Furay en Stephen Stills |                           |      |
| Can't keep me down                     | Richie Furay                                                           |                           |      |
| Come on                                | Stephen Stills                                                         |                           |      |
| Down to the wire                       | Neil Young                                                             |                           |      |
| Falcon lake (Ash on the floor)         | Neil Young                                                             |                           |      |
| Hello, I've returned                   | Van Dyke Parks en Stephen Stills                                       |                           |      |
| I'm your kind of guy                   | Neil Young                                                             |                           |      |
| Kahuna sunset                          | Neil Young en Stephen Stills                                           |                           |      |
| My angel                               | Stephen Stills                                                         |                           |      |
| My kind of love                        | Richie Furay                                                           |                           |      |
| Neighbor don't you worry               | Stephen Stills                                                         |                           |      |
| No sun today                           | Eric Eisner                                                            |                           |      |
| Nobody's fool                          | Richie Furay                                                           |                           |      |
| Old laughing lady                      | Neil Young                                                             |                           |      |
| One more sign                          | Neil Young                                                             |                           |      |
| Round and round and round              | Neil Young                                                             |                           |      |
| So you've got a lover                  | Stephen Stills                                                         |                           |      |
| The rent is always due                 | Neil Young                                                             |                           |      |
| There goes my babe                     | Neil Young                                                             |                           |      |
| We'll see                              | Stephen Stills                                                         |                           |      |
| What a day                             | Richie Furay                                                           |                           |      |
| Whatever happened to saturday night?   | Neil Young                                                             |                           |      |
| Words I must say                       | Richie Furay                                                           |                           |      |